# Pilger
Pilger is een plaats, village, in de Amerikaanse staat Nebraska, en valt bestuurlijk gezien onder Stanton County.
Op maandag 16 juni 2014 werd Pilger grotendeels door een dubbele tornado verwoest. Er viel één dode, er waren meer gewonden.

## Aardrijkskunde
Bij de volkstelling in 2000 werd het aantal inwoners vastgesteld op 378. In 2006 is het aantal inwoners door het United States Census Bureau geschat op 370, een daling van 8 (-2,1%).
Volgens het United States Census Bureau beslaat de plaats een oppervlakte van 0,8 km², geheel bestaande uit land. Pilger ligt op ongeveer 429 m boven zeeniveau.
De onderstaande figuur toont nabijgelegen plaatsen in een straal van 24 km rond Pilger.